# Acacia benadirensis
Acacia benadirensis é uma espécie de leguminosa do gênero Acacia, pertencente à família Fabaceae.